# HMS Sappho (1891)
Il Sappho fu un incrociatore protetto britannico utilizzato dalla Royal Navy dal 1893 al 1918.

## Storia
Il Naval Defence Act 1889 portò la Royal Navy ad emettere ordini per la costruzione di ordini per 21 incrociatori protetti di seconda classe costituenti la classe Apollo. Il Sappho aveva una Lunghezza fuori tutto di 95,7 m, una larghezza di 13,31 m e un pescaggio di 5,33 m. Il dislocamento della nave era di 3.600 tonnellate lunghe (3.700 t). Un ponte corazzato compreso tra 32 e 51 mm proteggevano i caricatori e l'apparato motore della nave, mentre la torre di comando aveva 76 mm di protezione, mentre gli scudi dei cannoni da 152 mm avevano 110 mm di protezione. L'armamento era composto da 2 cannoni QF 6 in/40 da 152 mm in installazioni singole erano montati a prua e a poppa sulla linea centrale della nave, 6 cannoni QF 4.7 in Mk. I-IV da 120 mm in installazioni singole, tre per ciascuna fiancata. Per la protezione contro gli attacchi delle torpediniere vi erano 8 cannoni QF 6-pounder Hotchkiss da 57 mm in installazioni singole, e 1 cannone QF 3-pounder Hotchkiss da 47 mm in installazioni singole. L'armamento silurante era composto da 4 tubi lanciasiluri da 356 mm.  L'apparato motore era composto da 2 macchine a vapore a triplice espansione e 5 caldaie, che azionavano 2 eliche. La potenza motrice era pari a 7.000 ihp (5.200 kW), per una velocità di 18,5 nodi, anche se a tiraggio forzato furono raggiunti i 9.000 CV (6.700 kW) e i 19,75 nodi. La capacità di carbone era di 535 tonnellate. L'autonomia massima era pari a 8.000 miglia nautiche a 10 nodi.
Dal 1900 prestò servizio durante la seconda guerra boera, ma nel giugno 1901 si incagliò mentre attraversava il Durban Bar e dovette partire per riparazioni nel Regno Unito.
Arrivato a Las Palmas fu scortato dal Furious e arrivò a Sheerness il 21 agosto 1901, procedendo quindi per Chatham, dove doveva effettuare le opportune riparazioni, il giorno successivo.
Rientrò in servizio a Chatham il 18 settembre 1901. Nel gennaio 1905 faceva parte del Newfoundland Fishery Squadron; nel 1906 dello Sheerness Reserve squadron. Nel maggio 1907 fu assegnato al 4th Cruiser Squadron operante nella stazione navale delle Indie Occidentali.
Nella notte del 19 giugno 1909 il Sappho fu speronato da un piroscafo della Thomas Wilson Sons & Co. che entrò in collisione con l'incrociatore in mezzo a una fitta nebbia al largo di Dungeness. Il Sappho riportò una falla sotto la linea di galleggiamento, che allagò la sala macchine. L'incrociatore quasi affondò, ma fu salvato dai rimorchiatori e fu portato a Chatham per le opportune riparazioni.
Nonostante il danno, un buco di 2,4 m×1,8 m nello scafo, l'incrociatore fu riparato e poté tornare in servizio entro sei giorni. Il 30 settembre 1909 il  Sappho entrò nel cantiere navale di Portsmouth per una ristrutturazione. Nell'agosto 1912 risultava assegnato alla 1st Fleet come nave appoggio ("tender").
Allo scoppio della prima guerra mondiale, nell'agosto 1914, il Sappho fu assegnato alla Grand Fleet.
Mentre alcune delle altre navi della classe Apollo vennero convertite in posamine, il Sappho fu inizialmente impiegato per scopi di pattugliamento, operando a nord-est delle isole Shetland all'inizio dell'ottobre 1914, come parte di estesi dispiegamenti della Grand Fleet atti a prevenire interferenze dei tedeschi con un convoglio che trasportava truppe dal Canada all'Inghilterra, e al nord delle Orcadi alla fine del mese.
Il Sappho continuò a svolgere compiti di pattugliamento insieme a quattro incrociatori ausiliari, che avevano il compito di pattugliare il nord-ovest delle Ebridi, per fermare le navi mercantili sospettate di trasportare merci di contrabbando in Germania.
Dopo il fallimento dell'Operazione Z.O., nel maggio 1918 il Sappho fu selezionato insieme al Vindictive per partecipare al Secondo raid di Ostenda che doveva portare al blocco del porto belga e impedire il transito di sottomarini e altre imbarcazioni d'attacco tedesche da Bruges al Mare del Nord. Inizialmente previsto per il 27 aprile, l'attacco fu rimandato alla notte del 10 maggio al fine di consentire i lavori di approntamento del Sappho come ulteriore bastimento di blocco. Nel pomeriggio del giorno 9 la ricognizione aerea evidenziò che i tedeschi avevano rimosso la boa di segnalazione dello Stroom Bank, fuori Ostenda, e smantellato larghe porzioni delle banchine presso l'imboccatura del canale al fine di rendere difficile lo sbarco di truppe. Inoltre una squadriglia di nove cacciatorpediniere era stata segnalata nel Mare del Nord con rotta per le Fiandre.
Alle 18:00 del 9 maggio i due incrociatori, con la corta di cacciatorpediniere e con le motobarche di supporto, salparono da Dunkerque alla volta di Ostenda. I monitori schierati di supporto avrebbero aperto il fuoco contro gli obiettivi terrestri solo poco prima che le navi inglesi fossero in vista dell'obiettivo. Per raggiungerlo i due incrociatori avrebbero dovuto sfruttare i relitti del Sirius e del Brilliant che in tedeschi non erano ancora riusciti a rimuovere. Poco dopo la mezzanotte, a causa della rottura di una tubazione di vapore, il Sappho dovette ridurre la velocità a 6 nodi, rallentando inaccettabilmente la formazione navale al comando del commodoro Hubert Lynes. Questo rallentamento avrebbe reso inaccettabile l'ora dell'attacco e Lynes rimandò quindi a Dunkerque il Sappho, conducendo l'attacco solo con il Vindictive. La nave nn fu più utilizzata durante la guerra e fu demolita nel 1921.

### Fonti
1. 1 2 3 4 5 6 7 8 9 10 11  Chesneau, Kolesnik 1979, p. 76.
2. ↑  Naval and Military intelligence, The Times, No. 36509, London, 17 July 1901, p.7.
3. ↑  Naval & Military intelligence, in The Times No.36540, London, 22 August 1901, p.4.
4. ↑  Naval & military intelligence, in The Times, No.36563, London, 18 September 1901, p.5.
5. 1 2 3  Gardiner, Gray 1985, p. 14.
6. ↑  H.M.S. "Sappho" in Collision, in The Marine Engineer and Naval Architect, Vol.31, July 1909, p.458.
7. ↑  Naval Matters—Past and Prospective: Chatham Dockyard, in The Marine Engineer and Naval Architect, Vol.32, August 1909, pp.25–26.
8. ↑  Naval Matters—Past and Prospective: Portsmouth Dockyard, in The Marine Engineer and Naval Architect, Vol.32, October 1909, p.127.
9. ↑  Monograph No. 23, 1924, p. 108.
10. ↑  Monograph No. 24, 1924, p. 102.
11. ↑  Monograph No. 24, 1924, p. 112.
12. ↑  Monograph No. 28, 1925, p. 39.
13. ↑  Monograph No. 28, 1925, pp. 86-87.
14. 1 2 3 4 5  Rizza 2021, p. 34.
15. 1 2 3  Rizza 2021, p. 35.